# 挪威犹太人的历史
犹太人在挪威的历史可以追溯至15世纪。尽管很可能有犹太商人、水手等其他犹太人在中世纪时就已来到过挪威，但在15世纪之前挪威境內沒有猶太人社区。1687年，丹麦和挪威国王克里斯蒂安五世撤回所有给予犹太人的特权，明确提出要将犹太人逐出挪威，有特免权者除外。依然滞留在挪威王国境内的犹太人遭到拘禁、驱逐，这一禁令一直持续到1851年。
1814年，挪威从丹麦独立，新的挪威宪法继续维持禁止犹太人入境的法令。塞法迪犹太人没有被包含在禁令中，但他们中也没多少人有資格申请自由通行证。1851年，挪威議會解除犹太人禁令，犹太人被赋予和基督教异见者同等的宗教权利。
挪威第一个犹太社区于1892年在奥斯陆建立。直到第二次世界大战之前，这个社区一直缓慢发展。 20 世纪 30 年代末，难民涌入，该组织成员人数达到顶峰，约为 2,100 人。 大屠杀期间，挪威犹太人口遭到严重破坏，很大一部分挪威犹太人被纳粹德国杀害。犹太人仍然是挪威最小的民族和宗教少数群体之一。 
1892年，全挪威首个犹太人社区在奥斯陆成立。该社区在二战爆发前一直增長缓慢，1930年代末，大量难民涌入，奥斯陆犹太人社区人口最多曾达到2100人。納粹大屠殺以及德國佔領挪威期间，该社区遭到毁灭性打击，挪威犹太社群中的大部分人被纳粹德国杀害。